# Lakeside Park (Kentucky)
Pour les articles homonymes, voir Lakeside Park.
Lakeside Park est une ville américaine située dans le comté de Kenton, dans le Kentucky. Selon le recensement de 2020, sa population est de 2 841 habitants.